# Michael Rosswess
Michael Rupert Rosswess (* 11. června 1965 Dudley, West Midlands, Anglie) je bývalý britský atlet, sprinter.
V roce 1988 reprezentoval na Letních olympijských hrách v jihokorejském Soulu, kde postoupil do finále běhu na 200 metrů. V něm obsadil časem 20,51 s 7. místo. Největších úspěchů dosáhl v hale. V roce 1989 vybojoval na halovém ME v nizozemském Haagu bronzovou medaili v běhu na 60 metrů. Stejného výsledku dosáhl rovněž na evropském halovém šampionátu v italském Janově v roce 1992 a bronz získal také na následujícím halovém ME v Paříži o dva roky později.
K jeho úspěchům patří také 5. místo, kterého dosáhl na halovém MS 1989 v Budapešti. V semifinále si zaběhl časem 6,58 s osobní rekord na šedesátimetrové trati. Ve finálovém kole by tento výkon stačil na stříbrnou medaili, avšak ve finále cílem proběhl v čase 6,64 s.